# L'Homme qui marche (manga)
Pour les articles homonymes, voir L'Homme qui marche.
L'Homme qui marche (歩く人, Aruku hito) est un seinen manga de Jirō Taniguchi, prépublié dans le Morning Party Zōkan de l'éditeur Kōdansha entre 1990 et 1991. La version française est éditée par Casterman en septembre 1995.

## Synopsis
Un homme marche dans son quartier, dans sa ville, prend le temps d'observer les petites choses de tous les jours auxquelles on prête rarement attention.

## Publication
L'Homme qui marche est scénarisé et dessiné par Jirō Taniguchi. Il est prépublié dans les numéros 30 à 47 du magazine Morning Party Zōkan de l'éditeur Kōdansha entre 1990 et 1991.
La version française est éditée par Casterman dans la collection Manga en septembre 1995 puis dans la collection Écritures en septembre 2003.

## Adaptation
Le manga est adapté au Japon en drama japonais de dix épisodes de 29 minutes, diffusés le premier dimanche de chaque mois à partir du 5 avril 2020 sur la chaîne NHK BS4K, avec Arata Iura dans le rôle titre,.

## Distinctions
En 2007, L'Homme qui marche est nommé au Prix Eisner dans la catégorie « Best U.S. Edition of International Material—Asia ».